# Karl von Meyenn
Karl von Meyenn (* 1937 in Potsdam; † 18. Juni 2022 in Neuburg an der Donau) war ein deutscher Physiker und Physikhistoriker.

## Werdegang
Von Meyenn, dessen Eltern nach Chile auswanderten und wo er ab 1953 lebte, studierte ab 1959 in Santiago de Chile Physik (Diplom 1959) und promovierte 1971 an der Universität Freiburg bei Siegfried Flügge mit einer Dissertation über den Order-Disorder-Übergang in NaNO2. Er lehrte danach an der Pontificia Universidad Católica de Chile, bevor er nach dem Militärputsch 1973 Chile verließ, zunächst Assistent in Freiburg war und 1975 zu Armin Hermann an den Lehrstuhl für Geschichte der Naturwissenschaften und Technik des Historischen Instituts der Universität Stuttgart ging. Von 1985 bis 1990 war er Professor für Wissenschaftsgeschichte an der Universidad Autónoma in Barcelona. 1991 ging er ans Max-Planck-Institut für Physik in München. Er war Gastwissenschaftler am CERN und an der ETH Zürich, wo er 2006 Ehrenrat wurde. Ab 2000 war er am Institut für Theoretische Physik der Universität Ulm.
1979 bis 2005 war er der Herausgeber des umfangreichen wissenschaftlichen Briefwechsels von Wolfgang Pauli. 2011 erschien seine zweibändige Auswahledition der Korrespondenz Erwin Schrödingers. Er gab auch Aufsätze von Niels Bohr, Bücher von Max Born und Aufsätze von Albert Einstein heraus.
2000 erhielt er die Pictet-Medaille der Société de Physique et d’Histoire Naturelle de Genève.

## Schriften
- (als Hrsg.): Quantenmechanik und Weimarer Republik, Braunschweig, Wiesbaden: Vieweg 1994, ISBN 3-528-08938-5.
- Zwischen Scylla und Charybdis – die Entstehung der Quantenmechanik zwischen Zahlentheorie und Korrespondenz, Physikalische Blätter, Bd. 55, Dezember 2000, S. 49 online
- Pauli´s Weg zum Ausschließungsprinzip, Teil 1,2, Physikalische Blätter Bd. 36, 1980, S. 293, Bd. 37, 1981, S. 13
- mit Engelbert Schücking: Wolfgang Pauli, Physics Today, Februar 2001
- Artikel Wolfgang Pauli in der Neuen Deutschen Biographie
- Physikalische Grundlagenforschung während des Zweiten Weltkrieges, in R. Seising, Menso Folkerts, Ulf Hashagen (Herausgeber): Form, Zahl, Ordnung. Studien zur Wissenschafts- und Technikgeschichte, Ivo Schneider zum 65. Geburtstag, München 2004, S. 617–652
- Herausgeber: Die großen Physiker, 2 Bände, C.H.Beck 1999 (Bd. 1 Von Aristoteles bis Kelvin, Bd. 2 Von Maxwell bis Gell-Mann)
- Herausgeber: Eine Entdeckung von ganz außerordentlicher Tragweite. Schrödingers Briefwechsel zur Wellenmechanik und zum Katzenparadoxon, Springer 2011
- Herausgeber: Lust an der Erkenntnis. Triumph und Krise der Mechanik. Ein Lesebuch zur Geschichte der Physik. Piper Verlag 1990
- Herausgeber mit Roman Sexl, Karl Stolzenburg: Niels Bohr 1885–1962. Der Kopenhagener Geist in der Physik, Vieweg 1985, 2001
- Herausgeber von Wolfgang Pauli: Physik und Erkenntnistheorie, Vieweg 1984
- mit Armin Hermann und anderen Herausgeber des Wissenschaftlichen Briefwechsels von Wolfgang Pauli, Springer Verlag, ab 1979
- Herausgeber mit Charles P. Enz: Wolfgang Pauli – das Gewissen der Physik, Vieweg 1988
- Herausgeber mit Kommentar: Albert Einsteins Relativitätstheorie – die grundlegenden Arbeiten, Vieweg 1990